# سیارک ۱۹۲۵

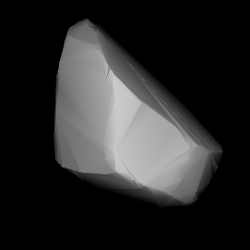
مدل سه‌بُعدی سیارک ۱۹۲۵ بر طبق منحنی نور آن

سیارک ۱۹۲۵ (به انگلیسی: 1925 Franklin-Adams، نامگذاری:1934RY) هزار و نهصد و بیست و پنجمین سیارک کشف شده‌است که در ۹ سپتامبر ۱۹۳۴ کشف شد.
قدر مطلق سیارک برابر ۱۲٫۰۰ است.